# HotelTonight
HotelTonight — туристическое агентство и метапоисковик, принадлежащий Airbnb, доступ к которому можно получить через веб-сайт и мобильное приложение. Он используется для бронирования жилья в последнюю минуту в Северной и Южной Америке, Европе, Японии и Австралии.

## История
HotelTonight был основан в декабре 2010 года Сэмом Шэнком, Джаредом Саймоном и Крисом Бейли. При первом запуске в январе 2011 года мобильное приложение было доступно только в США на продуктах Apple. Приложение было запущено на устройствах Android в июле 2011 года и теперь включает города в Европе, Канаде, Центральной Америке и Южной Америке. В октябре 2014 года HotelTonight расширился от бронирования «в тот же день» до предоставления пользователям возможности бронировать номера за 7 дней. В сентябре 2018 года они запустили бронирование через веб-сайт. В марте 2019 года HotelTonight была приобретена Airbnb примерно за 450 млн долларов.

## Инвестиции
В мае 2011 года компания привлекла раунд серии A на сумму 3,25 миллиона долларов от Battery Ventures, Accel Partners и First Round Capital. В ноябре 2011 года привлекли 9 миллионов долларов от Accel Partners, Battery Ventures и First Round Capital. В июне 2012 года раунд серии C от US Venture Partners, Accel Partners, Battery Ventures и First Round Capital привлекли ещё 23 миллиона долларов. В сентябре 2013 года компания привлекла 45 миллионов долларов в раунде серии D под руководством Coatue Management, доведя общее финансирование до 80,5 млн долларов.